# Campionat d'Europa de billar de carambola lliure
El Campionat d'Europa de billar de carambola lliure fou una competició de billar entre 1950 i 2000. Era organitzat per la CEB (Confédération Européenne de Billard).

## Historial
Font:
| Num. | Any      | Seu                 | Campió             | P.     | Finalista           | P.     |
| ---- | -------- | ------------------- | ------------------ | ------ | ------------------- | ------ |
| 01   | 1950     | Viena               | Kees de Ruijter    | 67,77  | Clément van Hassel  | 88,22  |
| 02   | 1951/1   | Ciutat de Luxemburg | Clément van Hassel | 81,21  | Kees de Ruijter     | 68,39  |
| 03   | 1951/2   | Saint-Étienne       | Clément van Hassel | 54,67  | Kees de Ruijter     | 50,77  |
| 04   | 1952     | Marsella            | Clément van Hassel | 62,53  | Jean Galmiche       | 43,84  |
| 05   | 1954     | Lisboa              | Joseph Vervest     | 66,14  | Joaquim Domingo     | 78,88  |
| 06   | 1955     | Saarbrücken         | Joseph Vervest     | 91,28  | Siegfried Spielmann | 105,25 |
| 07   | 1956     | Barcelona           | Clément van Hassel | 107,82 | Siegfried Spielmann | 70,77  |
| 08   | 1957/1*1 | Anvers              | Joseph Vervest     | 207,18 | Cees van Oosterhout | 116,41 |
| 09   | 1957/2*1 | Mollerussa          | Joaquim Domingo    | 60,71  | Jorge Pinto         | 51,93  |
| 10   | 1958     | Berlín              | Joseph Vervest     | 106,06 | Clément van Hassel  | 75,37  |
| 11   | 1961     | Estoril             | Henk Scholte       | 89,91  | Joseph Vervest      | 125,04 |
| 12   | 1965     | València            | Henk Scholte       | 144,30 | Salvador Ortí Vélez | 83,55  |
| 13   | 1966     | El Caire            | Jean Marty         | 194,44 | Henk Scholte        | 105,31 |
| 14   | 1968     | Lorient             | José Gálvez        | 148,14 | Antoine Schrauwen   | 122,21 |
| 15   | 1969     | Nuenen              | Henk Scholte       | 112,90 | Antoine Schrauwen   | 130,48 |
| 16   | 1970     | Sent-Vincent        | Klaus Hose         | 159,35 | Henk Scholte        | 101,19 |
| 17   | 1972     | Reus                | José Gálvez        | 103,35 | Klaus Hose          | 163,33 |
| 18   | 1975     | Enschede            | Ludo Dielis        | 145,83 | Klaus Hose          | 125,37 |
| 19   | 1980     | Lugo                | Willy Wesenbeek    | 111,11 | Georges Bourezg     | 75,79  |
| 20   | 1986     | Lió                 | Fonsy Grethen      | 218,18 | Raimond Burgman     | 182,81 |
| 21   | 1990     | Bottrop             | Fonsy Grethen      | 53,46  | Fabian Blondeel     | 42,41  |
| 22   | 1991     | Berlín              | Jos Bongers        | 66,91  | Stefan Galla        | 82,50  |
| 23   | 1992     | Bottrop             | Brahim Djoubri     | 56,87  | Stefan Galla        | 39,04  |
| 24   | 1993     | Bottrop             | Marc Masse         | 102,88 | Volker Baten        | 78,55  |
| 25   | 1994     | Bad Mondorf         | Martin Horn        | 112,50 | Fabrice Puigvert    | 88,35  |
| 26   | 1995     | Viena               | Martin Horn        | 218,18 | Stephan Horvath     | 229,28 |
| 27   | 1997     | Chemnitz            | Arnim Kahofer      | 116,10 | Fonsy Grethen       | 129,47 |
| 28   | 1999     | Venlo               | Fonsy Grethen      | 222,22 | Martin Horn         | 130,50 |
| 29   | 2000     | Udenhout            | Patrick Niessen    | 117,64 | René Luisterburg    | 124,10 |

Notes
*1 El 1957 es van celebrar dos campionats organitzats per les dues associacions competidores, la Union Internationale des Fédérations des Amateurs de Billard (UIFAB) i la Fédération Internationale de Billard (FIB). Atès que els jugadors només podien pertànyer a una associació, els campions són diferents jugadors.